# Cap-de-Mort
Lordul Cap-de-Mort (engleză: Lord Voldemort), născut Tomas Dorlent Cruplud (în engleză numele său de naștere fiind Tom Marvolo Riddle) pe 31 decembrie 1926, este un personaj fictiv care apare în seria cărților Harry Potter scrise de J. K. Rowling. A apărut pentru prima dată în bestseller-ul Harry Potter și Piatra Filozofală (1997) ca dușman al personajului principal, Harry Potter.

## Viața lui Lord Voldemort

### Perioada orfelinatului
Tomas Marvolo Riddle s-a născut în ultima zi a anului 1926, într-un orfelinat al încuiaților din Londra. Mama lui, Merope Gaunt, a murit după o oră de la nașterea lui Tom, lăsându-și fiul în grija orfelinatului. Matroana orfelinatului, doamna Cole, îl considera pe Tom un băiat ciudat. Până la venirea lui Albus Dumbledore, D-na Cole avea la cunoștință câteva cazuri ciudate care s-au întâmplat în orfelinat și cu toate că nu le putea explica era sigură că Tom era responsabil pentru acele fapte îngrozitoare.
Temerile doamnei Cole erau bine fondate. Chiar dacă era atât de tânăr, Tom știa de puterile magice pe care le avea și era conștient că putea folosi aceste puteri pentru a inspira frică și a-i obliga pe ceilalți să i se supună dorințelor lui. De mic copil, Lordul Cap-de-Mort a dovedit că nu avea nevoie de prieteni, preferând să se descurce singur, fără ajutorul nimănui. Era crud, obținea ce își dorea într-un mod foarte inteligent și colecționa trofee de la fiecare întâmplare dubioasă.

### Elev la Hogwarts
Tom a intrat la Hogwarts în septembrie 1938. După cum era de așteptat, a fost sortat la Viperini, fiind ultimul descendent în viață al lui Salazar Viperin. La școală, Tom s-a dovedit un bun pretendent. El a reușit cu succes să ascundă părțile rele din comportamentul său față de cei cu autoritate, fermecându-și profesorii cu imaginea lui curată și comportamentul sclipitor. A fost un elev foarte isteț, poate chiar cel mai isteț elev pe care l-a avut Hogwarts vreodată, dacă ne luăm după spusele lui Dumbledore. A excelat la ore, devenind "Perfect" și în cele din urmă Șef de Promoție. În plus, Tom a primit un premiu pentru Servicii Speciale aduse Școlii în al cincelea său an la Hogwarts. Ironic, această decorație a primit-o pentru că l-a "demascat" pe un alt elev, Rubeus Hagrid, ca responsabil pentru deschiderea Camerei Secretelor. De fapt, chiar Tom a deschis Camera și a eliberat Vasiliscul pentru a teroriza elevii născuți din încuiați, o fată fiind chiar ucisă de către uriașul șarpe.
I-a luat cinci ani să afle cum să deschidă Camera Secretelor, care a fost construită de Salazar Viperin. În acest timp el descoperă că este moștenitorul lui Viperin. Asemeni lui Viperin, Tom putea să vorbească reptomita, ajutându-l astfel să stăpânească bestia închisă în Cameră. Doar când moartea unui elev cu părinți încuiați i-a făcut pe guvernatorii de la Hogwarts să se gândească la închiderea școlii, Tom neavând unde altundeva să meargă decât la orfelinat, a închis Camera, plănuind să o redeschidă pentru a termina munca lui Viperin, și anume de a curăța Hogwarts de Sânge-Mâli. A creat un jurnal, în care și-a ascuns o parte din suflet, sperând ca într-o zi să-l ajute pe cineva să redeschidă Camera Secretelor. Acest jurnal constituia unul dintre cele șapte Horcruxuri.
Tot în această perioadă Tom își schimbă numele în „Lordul Voldemort" cu ajutorul literelor numelui său real, Tom Marvolo Riddle. 

### Little Hangleton
În vara lui 1943, Tom merge în Little Hangleton pentru a afla mai multe despre familia lui. Acolo îl întâlnește pe unchiul lui, Morfin Gaunt, care îi povestește despre tatăl lui încuiat, Tom Cruplud sr., fapt care îl înfurie pe Tom. Cu gândul răzbunării se duce la casa familiei Cruplud, unde își omoară tatăl și bunicii cu Blestemul Fatal. Tom acoperă aceste crime, alterându-i memoria unchiului său, făcâdu-l să creadă că el i-a ucis pe cei din familia Cruplud. Când Ministerul Magiei a investigat crima, Morfin, care a mai fost închis trei ani în Azkaban pentru folosirea magiei în prezența încuiaților, a recunoscut crima, fiind condamnat pe viață în Azkaban. Tom a luat inelul cu balzonul lui Peverell gravat pe piatră, de la Morfin, purtându-l ca pe un trofeu la Hogwarts.
În timpul ultimului an la Hogwarts Tom este Șef de Promoție, și primește o medalie pentru merite aduse școlii. A fost unul dintre cei mai brilianți studenți care au fost vreodată la Hogwarts. Cu puțin înainte să termine școala, Tom o cucerește pe Helena Ochi-de-Șoim, cunoscută ca Doamna Gri sau fantoma casei celor de la Ochi-de-Șoim, aceasta dezvăluindu-i locația Diademei Rowenei Ochi-de-Șoim. Tom căuta să transforme Diadema într-un alt Horcrux...

### După Hogwarts
După absolvire, Tom i-a cerut lui Armando Dippet o șansă pentru a preda Apărare Contra Magiei Negre, însă a fost refuzat, fiind considerat prea tânăr pentru a deveni profesor. A călătorit în pădurile din îdepărtata Albanie, unde Helena Ochi-de-Șoim a ascuns Diadema. A omorât un albanian, transformând Diadema într-un Horcrux. La revenirea în Marea Britanie i se oferă nenumărate posturi în Ministerul Magiei, dar, spre dezamăgirea și surpriza multora, el alege să lucreze la Borgin și Burkes pentru Caractacus Burke. Slujba lui era să convingă vrăjitori și vrăjitoare să renunțe la bijuteriile lor neprețuite, în schimbul unei sume de bani, o treabă la care se pricepea foarte bine.
În acest timp Tom cunoaste o vrăjitoare în vârstă și bogată, pe nume Hepzibah Smith. Hepzibah îi arată lui Tom două dintre cele mai valoroase obiecte pe care le deține: Medalionul lui Salazar Viperin și Cupa Helgăi Austropuf. Tom o omoară pe Hepzibah pentru a fura aceste obiecte, după care dispare fără urmă. El își acoperă crimele, implantâdu-i o memorie falsă inocentului spiriduș de casă Hokey, care admite că a pus otravă din greșeală în cafeaua stăpânei ei. Între timp, Tom demisionează din postul pe care îl avea la Borgin and Burke's, și dispare cu Cupa și Medalionul, pe care le transformă în alte două Horcruxuri.
Tom dispare pentru mulți ani, adâncindu-se mai mult în Magia Neagră, călătorind enorm, însoțit de oameni dezonoranți, și suferă o mulțime de transformări magice periculoase. La un anumit timp, Tom apelează din nou la directorul Hogwartsului, care era pe vremea aia, Albus Dumbledore, pentru a i se oferi un post de profesor. Adevărata lui dorință era să descopere secretele Hogwartsului și să recruteze adepți. Fiind suspicios față de dorința lui Tom, Dumbledore îl refuză. Poziția de profesor de Apărare Contra Magiei Negre a fost blestemată de Tomas Cruplud, ocupantul acesteia nerezistând mai mult de un an în acest post.
Vizita lui Tom la Hogwarts nu este inutilă, el reușind întretimp să ascundă Diadema în Camera Necesității, unde credea că nu va putea fi găsită de nimeni altcineva decât el.

### Ascensiunea Lordului Întunecat
În anii '70, Lordul Cap-de-Mort, cum i se spunea de-atunci, a adunat o armată de adepți care își spuneau Devoratorii Morții. Unii erau pentru dominarea Încuiaților și vrăjitorilor născuți din încuiați, alți erau lacomi după putere, iar alți ii se alăturau din frică, sau erau obligați. Ei foloseau Blestemele de Neiertat fără milă și teamă.
Lordul Întunecat a recrutat uriași, care erau forțați de vrăjitori să trăiască în munți, vârcolaci, care erau persecutați de vrăjitori. Mulți se temeau că goblini, cărora nu le era permis să dețină baghete, se vor alătura și ei Lordului Cap-de-Mort, dar acest lucru nu s-a întâmplat. Aurorilor le era permis să folosească fără ezitare Blestemele de Neiertat asupra Devoratorilor Morții, iar suspecții erau dați pe mâna Dementorilor fără permis de la Vrăjustiție. Mulți oameni inocenți au fost închiși. Mulți ani după aceea, oamenilor le era teamă să-i pronunțe numele. În acest timp Dumbledore înființează Ordinul Phoenix, organizație menită să lupte împotriva lui Cap-de-Mort.

### Prima cădere de la putere
În 1979, în culmea puterii lui Cap-de-Mort, Sybill Trelawney îi face o profeție lui Albus Dumbledore, care prezicea căderea Lordului Întunecat. Această profeție a fost făcută la hanul Cap de Mistreț, în timpul unui interviu pentru postul de profesor de Prezicere a Viitorului: „Cel care are puterea de a-l birui pe Lordul Întunecat se apropie... născut din neantul celor care l-au înfruntat de trei ori, născut la apusul lunii a șaptea... și Lordul Întunecat îl va marca drept egalul său, însă acesta va avea puteri pe care Lordul Întunecat nu le cunoaște... și unul dintre ei trebuie să moară de mâna celuilalt, căci nici unul nu poate trăi în timp ce celălalt supraviețuiește...” 
—Sybill Trelawney
Profeția a fost auzită și de Devoratorul Morții, Severus Plesneală. După spusele lui Dumbledore, Plesneală nu a auzit decât jumătate din profeție, înainte să fie dat afară de barmanul hanului, Aberforth Dumbledore. Fără să știe că a pierdut o parte importantă din profeție, Plesneală îi relatează totul lui Cap-de-Mort.
Trelawney însă, spune că după ce și-a revenit din reveerie, Aberforth a năpustit în cameră cu Severus Plesneală, ceea ce diferă de spusele lui Dumbledore. În orice caz, Cap-de-Mort fusese prevenit și a acționat ca atare pentru a împiedica împlinirea profeției.
În acel moment existau doi copii la care s-ar fi putut referii profeția - Harry Potter, fiul semi-pur a lui James și Lily Potter; și Neville Poponeață, fiul cu sânge pur a lui Frank și Alice Pomponeață. Ambele familii au luptat de trei ori împotriva lui Cap-de-Mort și ambele familii erau membri ai Ordinului Phoenix. Ambii copii erau născuți la sfârșitul lunii a șaptea, iulie. Cap-de-Mort l-a ales pe Harry, în locul lui Neville. Dumbledore a spus că acest fapt se datora faptului că Harry avea același statut ca și Cap-de-Mort, era semi-pur.
Familia Potter s-a ascuns, dar au fost trădați de prietenul lor și Păstrătorul Secretului, Peter Pettigrew. Cap-de-Mort i-a omorât pe James și Lily, dar când a folosit Blestemul Fatal asupra lui Harry, acesta s-a întors impotriva lui, distrugându-l. Acest lucru s-a întâmplat deoarece Lily s-a sacrificat pentru a-și proteja fiul, creând o protecție magică de magie veche care l-a protejat pe Harry 17 ani, pana cand acesta a devenit major.
După prima cădere de la putere a lui Cap-de-Mort, Devoratorii Morții au dispărut și au încercat să se întoarcă la viețele lor. Mulți susțineau că se aflau sub Blestemul Imperios, pe când ceilalți au rămas loiali stăpânului lor continuându-i munca. Ca de exemplu, familia Lestrange, care au fost prinși, judecați și închiși în Azkaban.

### Anii de exil
„O șeptime din sufletul său,oricât de mutilat ar fi acesta, se găsește în trupul său regenerat. Aceasta a fost partea din el care a dus o existență precară în timpul numeroșilor ani petrecuți în exil; fără ea, n-ar avea nicio identitate.”
—Albus Dumbledore
Lordul Cap-de-Mort și-a pierdut forma fizică, era slab și lipsit de puteri, dar era viu. Horcruxul pe care l-a creat l-a ținut pe această lume. S-a retras în pădurile din Albania și a așteptat ca un Devorator al Morții loial să îl găsească. Cap-de-Mort trăia în șerpi dar aceștia mureau repede datorită prezenței spiritului lui.

### În căutarea Pietrei Filozofale
„Nu există bine și rău, există doar putere... și cei prea slabi s-o caute.”
—Cap-de-Mort vorbind prin Quirrell
În 1991, Cap-de-Mort își face un plan prin care să-și redobândească trupul. Profesorul Quirinus Quirrell de la Hogwarts, se afla într-un voiaj în Albania, când mintea lui proastă și naivă l-a făcut vulnerabil în fața lui Cap-de-Mort. El se înfiripă în trupul lui Quirrell, și revine la Hogwarts împreună cu el. Cap-de-Mort îi ordonă lui Quirrell să bea sânge de unicorn din Pădurea Interzisă pentru a câștiga putere.

## Abilități speciale
Considerat cel mai mare Vrăjitor Întunecat al tuturor timpurilor, Voldemort este atât de puternic încât majoritatea vrăjitorilor și vrăjitoarelor se tem chiar să îi pronunțe numele, folosind eufemisme de genul Cel-Al-Cărui-Nume-Nu-Trebuie-Pronunțat sau Știi-Tu-Cine / Știm-Noi-Cine. De asemenea este cunoscut faptul că este herpetilian (adică vorbește limba șerpilor) și este expert în Legilimanție (citirea gândurilor) și în Occlumanție (ascunderea gândurilor).

## Caracteristici fizice
În tinerețe, pe când era cunoscut sub numele de Tom M. Riddle, Voldemort era înalt, chipeș cu părul vâlvoi. Însă ,când acesta a început să facă Horcrux-uri pentru a fi nemuritor, cu cât mai multe facea devenea din ce în ce mai urât. În final, după ce a făcut 7 Horcrux-uri (Accidental adăugândul pe Harry Potter pe listă), a devenit extrem de alb, chel, avea o dantură teribilă, subțire (cel puțin la mâini), pupile subțiri ca de pisică și ,în loc de nas, avea doar niște posibile nări în formă de tăieturi     pentru a da impresia unui șarpe.

## Familie
Fiul unui tată încuiat și mamă vrăjitoare, Voldemort este ultimul descendent direct a lui Salazar Viperin. Tom Riddle Senior era un încuiat bogat care deținea un conac în satul Little Hangleton. Mama sa, Merope Gaunt, a fost o vrăjitoare (abuzată psihic de tatăl și de fratele ei) ce locuia într-o căsuță prăpădită, la marginea proprietății lui Riddle. Merope s-a îndrăgostit de Tom, dar acesta nici nu se uita la ea, fiind o femeie săracă. Ea a folosit o poțiune prin care Tom s-a îndrăgostit de ea, și amândoi au fugit împreună. După ce efectul poțiunii dispăruse, Tom a aflat că Merope este vrăjitoare și a părăsit-o, chiar dacă era deja însărcinată. Neavând unde să se întoarcă, Merope s-a dus la un orfelinat al încuiaților, unde i-a dat naștere fiului ei, după care a murit. Băiatul a fost numit Tomas Dorlent Cruplud: Tom după tatăl lui și Dorlent după bunicul din partea mamei. Dorlent Gaunt a fost un om agresiv și abuziv, care a murit înainte ca nepotul lui (Tom Riddle) să aibă șansa de a-l cunoaște. Morfin Gaunt, fratele Meropei, care ura încuiații, a continuat să locuiască în Little Hangletton.
Tom Riddle, pe vremea când era adolescent, s-a dus să-și caute familia. L-a găsit pe Morfin, care îi spuse că mama lui s-a măritat cu un încuiat. Tom și-a ucis tatăl și bunicii din partea tatălui cu bagheta lui Morfin după care i-a modificat acestuia memoria. Unchiul lui a fost arestat de comunitatea vrăjitorilor pentru uciderea familiei Riddle.
Merope Gaunt a fost sora lui Morfin Gaunt și fiica domnului Gaunt (numele nu a fost specificat încă). Ea a fost un Non "mizerabil" cum îi plăcea tatălui ei să îi spună. Merope a fost îndrăgostită de Tomas Riddle care a fost blestemat de Morfin. Când tatăl ei a aflat era aproape să o omoare dar după moartea tatălui său și fratele ei era în Azkaban, închisoarea pentru vrăjitori, ea a plecat de acasă. Oferind lui Tomas Riddle o poțiune de dragoste ei au fost îndrăgostiți artificial. Când efectul a dispărut Tomas a plecat lăsând-o pe Merope singură pe străzi cu copilul care avea să fie Lordul Voldemort. Ea a ajuns să își vândă și lanțul de la Salazar Viperin pentru zece galioni lui Dumbledore. Într-o zi Merope a ajuns într-un orfelinat unde Doamna Cole a primit-o să își nască fiul. După o oră Merope a dat naștere lordului Voldemort, spunând că o să vrea să îl cheme ca pe Tomas Riddle (ca pe tatăl lui) și Gaunt numele de familie. Ea a mai vrut să semene cu tatăl lui. Două ore după aceea ea a murit.